# Dorothy Livesay
Pour les articles homonymes, voir Livesay.
Dorothy Livesay (12 octobre 1909 à Winnipeg - 29 décembre 1996) est une poétesse canadienne, aussi connue comme journaliste, nouvelliste et critique littéraire.
Elle remporte deux fois le Prix du Gouverneur général de poésie de langue anglaise dans les années 1940. Elle est une figure importante de la littérature canadienne, notamment dans les années 1970 et 1980.

## Biographie
Dorothy Livesay naît le 12 octobre 1909 à Winnipeg, au Manitoba. Sa mère, Florence Randal Livesay est poétesse et journaliste. Son père, J.F.B. Livesay est le directeur général de La Presse canadienne. La famille s'installe à Toronto, en Ontario, en 1920. Elle est diplômée du Trinity College et de l'Université de Toronto, puis étudie à l'Université de Colombie-Britannique et à la Sorbonne à Paris.
En 1931, à Paris, Livesay devient une militante communiste. Elle rejoint le Parti communiste du Canada en 1933, et s'investit dans plusieurs associations proches : la Canadian Labour Defence League, la Canadian League Against War and Fascism, les Amis de l'Union soviétique ou encore la Ligue d'unité ouvrière. Livesay déménage à Vancouver en 1935, et épouse Duncan Macnair, un autre militant, en 1937. Ils ont eu deux enfants, Peter (en) et Marcia.
Au début des années 1940, Livesay propose à Anne Marriott (en), Floris McLaren et Doris Ferne de lancer une nouvelle revue de poésie, ouverte au-delà du cercle un peu fermé de Montréal. Alan Crawley accepte de publier le magazine. Le premier numéro de Contemporary Verse paraît en septembre 1941.
Après le décès de Macnair en 1959, Livesay travaille pour l'UNESCO, à Paris, puis en Rhodésie du Nord (aujourd'hui la Zambie) de 1960 à 1963.
De 1951 et 1984, elle est professeure dans plusieurs universités canadiennes, dont l'Université de Colombie-Britannique (1951-1953 puis 1966-1968), celle du Nouveau-Brunswick (1966-1968), de l'Alberta (1968-1971), du Victoria (1972-1974), du Manitoba (1974-1976), l'Université Simon Fraser (1980-1982) et l'Université de Toronto (1983-1984).
En 1975 Livesay fonde la revue Contemporary Verse 2 (CVII).
Elle meurt à Victoria, en Colombie-Britannique le 29 décembre 1996, à 87 ans.

## Œuvre
Livesay publie son premier recueil de poésie, Green Pitcher, en 1928, alors qu'elle n'a que dix-neuf ans. Elle publie peu après sa première nouvelle, Heat, dans Canadian Mercury, en janvier 1929. Son second recueil de poèmes, Signpost (1932), montre une « sophistication croissante de ses talents d'imagiste ».

### Reconnaissance
Livesay remporte le Prix du Gouverneur général de poésie à deux reprises : en 1944 pour Day and Night, et en 1947 pour Poems for People. La Société royale du Canada l'accueille en tant que membre et lui décerne la médaille Lorne Pierce en 1947. Elle reçoit également la Médaille du jubilé de la reine Élisabeth II en 1977.
En 1983, elle est faite Docteur de l'Université Athabasca. En 1987, elle devient officier de l'Ordre du Canada, et reçoit l'Ordre de la Colombie-Britannique en 1992.
Le prix de poésie des BC Book Prizes (en), créé en 1986, est renommé en son honneur en 1989. Il récompense l'auteur des meilleurs travaux de poésie de l'année en Colombie-Britannique.

## Publications

### Poésie
- Green Pitcher. Toronto : Macmillan, 1928.
- Signpost. Toronto : Macmillan, 1932.
- Day and Night. Toronto : Ryerson, 1944.
- Poems for People. Toronto : Ryerson, 1947.
- Call My People Home. Toronto : Ryerson, 1950.
- New Poems. Toronto : Emblem Books, 1955.
- Selected Poems, 1926-1956. Toronto : Ryerson Press, 1957.
- The Colour of God's Face. 1964.
- The Unquiet Bed. Toronto : Ryerson Press, 1967.
- The Documentaries. Toronto : Ryerson Press, 1968.
- Plainsongs. Fredericton, NB : Fiddlehead Poetry Books, 1971.
- Plainsongs Extended. Fredericton, NB : Fiddlehead Poetry Books, 1971
- Disasters of the Sun. Burnaby, BC : Blackfish Press, 1971.
- Collected Poems: The Two Seasons. Toronto : Mcgraw-Hill Ryerson, 1972.
- Nine Poems of Farewell. Windsor, ON : Black Moss Press, 1973.
- Ice Age. Erin, ON: Porcepic, 1975.
- Right Hand Left Hand. Erin, ON : Porcepic, 1977.
- The Raw Edges: Voices from Our Time. Winnipeg: Turnstone Press, 1981.
- The Phases of Love. Toronto : Coach House, 1983.
- Feeling the Worlds: New Poems. Fredericton: Goose Lane, 1984.
- Beyond War: The Poetry. 1985
- The Self-Completing Tree: Selected Poems. Victoria : Porcepic, 1986.
- Beginnings. Winnipeg : Peguis, 1988.
- The Woman I Am. Montreal : Guernica, 1991.
- Archive for Our Times: Previously Uncollected and Unpublished Poems of Dorothy Livesay, Irvine Dean ed. Vancouver : Arsenal Pulp Press, 1998.

### Mèmoires
- A Winnipeg Childhood (1973)
- Right hand left hand: a true life of the thirties (1977)
- Journey With My Selves: A Memoir, 1909-1963 (1991)[9]